# Escut d'Irlanda
L'escut de la República d'Irlanda fou adoptat oficialment el 9 de novembre de 1945. És d'atzur (tradicionalment un blau fosc conegut com el blau de sant Patrici), amb una arpa d'or cordada d'argent, anomenada l'arpa de Brian Boru.
L'arpa gaèlica (cláirseach en gaèlic irlandès) és el senyal heràldic tradicional d'Irlanda des del segle xiii i fou usada a les monedes encunyades pels reis Joan i Eduard I. Enric I el va adoptar com a símbol del nou Regne d'Irlanda en 1541-42. Apareix al quart quarter de l'escut del Regne Unit des de la unió de les corones d'Irlanda i Anglaterra amb la d'Escòcia duta a terme per Jaume VI d'Escòcia el març del 1603. Tot i que Irlanda es va independitzar del Regne Unit el 1922, l'arpa encara surt representada a les armes reials britàniques, igual com també a l'escut del Canadà.